# Manon von Gerkan
Manon von Gerkan (* 1972 in Hamburg) ist ein deutsches Model, Schauspielerin und Schmuckdesignerin.

## Leben
Von Gerkan ist die Tochter des Architekten Meinhard von Gerkan und hat die ältere Schwester Florence. Sie wurde mit neunzehn in Hamburg von einem Model-Talentsucher entdeckt und ging nach dem Abitur in Hamburg-Blankenese nach New York, wo sie heute noch lebt.
Von Gerkan ist ausgebildete Saxophonistin und Pianistin. In den 1990er Jahren gehörte sie zu den gefragten Haute-Couture-Models, lief u. a. für Donna Karan und Gianfranco Ferre, und vertrat den Typ der vornehm hanseatischen „kühlen Blonden“. Im englischsprachigen Raum wurde sie bekannt als „Manon, the German model“.
Gerkan war auf vielen internationalen Titelseiten abgebildet, so 1996 auf den Titelseiten von Elle und Shape, 1998 von Cosmopolitan; 1996 posierte sie für Sports Illustrated Swimsuit Issue.
Bekannt wurde sie durch ihre Kampagne für Wonderbra, Ralph Lauren, Victoria’s Secret und Chanel, arbeitete aber auch mit Gerry Weber, Longines, Lord & Taylor, Lee Jeans, Pantene und L’Oréal.
Sie erhielt erste kleine Engagements als Schauspielerin und spielte 2001 in dem Hollywood-Streifen (Schwer verliebt) das Mädchen Lindy an der Seite von Jack Black. In der US-amerikanischen Krimi-Serie A Nero Wolfe Mystery hatte sie 2002 fünf Auftritte neben Timothy Hutton.
Seit 2000 entwirft und vertreibt Manon von Gerkan ihre eigene Schmucklinie Manon Jewelry mit ihrer eigenen Boutique in New York, bei der unter anderem Jennifer Lopez und Janet Jackson zu den Stammkunden gehören. Ihren Durchbruch hatte sie dabei mit ihrer Bodychain, einer „Körperkette“ aus Gold, bei der Hals und Bauchnabel der Trägerin miteinander verbunden werden. Mittlerweile umfasst ihre Kollektion rund zweihundert verschiedene Schmuckstücke.
Für Aufsehen sorgte ihre seit 2003 andauernde Liaison mit dem US-amerikanischen Magier und Ausdauerkünstler David Blaine, den sie betreute und mit Essen versorgte, während er sich in London in eine Plexiglasbox sperren ließ und vom Publikum mit Eiern beworfen wurde (wobei von Gerkan auch schon mal zurückwarf).